# Spånsjön, Ångermanland
Spånsjön är en sjö i Strömsunds kommun i Ångermanland och ingår i Ångermanälvens huvudavrinningsområde. Sjön har en area på 1,45 kvadratkilometer och ligger 235,9 meter över havet. Sjön avvattnas av vattendraget Spånsjöbäcken.

## Delavrinningsområde
Spånsjön ingår i det delavrinningsområde (707426-150983) som SMHI kallar för Utloppet av Spånsjön. Medelhöjden är 266 meter över havet och ytan är 10,93 kvadratkilometer. Räknas de 4 avrinningsområdena uppströms in blir den ackumulerade arean 42,09 kvadratkilometer. Spånsjöbäcken som avvattnar avrinningsområdet har biflödesordning 5, vilket innebär att vattnet flödar genom totalt 5 vattendrag innan det når havet efter 148 kilometer. Avrinningsområdet består mestadels av skog (64 procent) och sankmarker (17 procent). Avrinningsområdet har 1,52 kvadratkilometer vattenytor vilket ger det en sjöprocent på 13,9 procent.